# Blénod-lès-Pont-à-Mousson
Blénod-lès-Pont-à-Mousson és un municipi francès situat al departament de Meurthe i Mosel·la i a la regió del Gran Est. L'any 2007 tenia 4.434 habitants.

## Demografia

### Població
El 2007 la població de fet de Blénod-lès-Pont-à-Mousson era de 4.434 persones. Hi havia 1.733 famílies, de les quals 445 eren unipersonals (193 homes vivint sols i 252 dones vivint soles), 511 parelles sense fills, 604 parelles amb fills i 173 famílies monoparentals amb fills.
La població ha evolucionat segons el següent gràfic:
Habitants censats

### Habitatges
El 2007 hi havia 1.894 habitatges, 1.753 eren l'habitatge principal de la família, 6 eren segones residències i 135 estaven desocupats. 1.181 eren cases i 640 eren apartaments. Dels 1.753 habitatges principals, 1.013 estaven ocupats pels seus propietaris, 713 estaven llogats i ocupats pels llogaters i 27 estaven cedits a títol gratuït; 71 tenien una cambra, 95 en tenien dues, 268 en tenien tres, 519 en tenien quatre i 800 en tenien cinc o més. 1.234 habitatges disposaven pel capbaix d'una plaça de pàrquing. A 848 habitatges hi havia un automòbil i a 620 n'hi havia dos o més.

### Piràmide de població
La piràmide de població per edats i sexe el 2009 era:
| Homes | Edats   | Dones |
| ----- | ------- | ----- |
| 1     | 95 o +  | 5     |
| 2     | 90 a 94 | 5     |
| 13    | 85 a 89 | 40    |
| 12    | 80 a 84 | 46    |
| 50    | 75 a 79 | 67    |
| 74    | 70 a 74 | 108   |
| 89    | 65 a 69 | 107   |
| 112   | 60 a 64 | 80    |
| 121   | 55 a 59 | 91    |
| 165   | 50 a 54 | 184   |
| 169   | 45 a 49 | 187   |
| 153   | 40 a 44 | 154   |
| 143   | 35 a 39 | 171   |
| 191   | 30 a 34 | 182   |
| 148   | 25 a 29 | 175   |
| 144   | 20 a 24 | 161   |
| 179   | 15 a 19 | 182   |
| 188   | 10 a 14 | 191   |
| 172   | 5 a 9   | 191   |
| 128   | 0 a 4   | 126   |

## Economia
El 2007 la població en edat de treballar era de 2.931 persones, 2.028 eren actives i 903 eren inactives. De les 2.028 persones actives 1.775 estaven ocupades (990 homes i 785 dones) i 252 estaven aturades (110 homes i 142 dones). De les 903 persones inactives 217 estaven jubilades, 332 estaven estudiant i 354 estaven classificades com a «altres inactius».

### Ingressos
El 2009 a Blénod-lès-Pont-à-Mousson hi havia 1.740 unitats fiscals que integraven 4.411 persones, la mediana anual d'ingressos fiscals per persona era de 17.307 €.

### Activitats econòmiques
Dels 128 establiments que hi havia el 2007, 11 eren d'empreses extractives, 5 d'empreses alimentàries, 5 d'empreses de fabricació d'altres productes industrials, 22 d'empreses de construcció, 30 d'empreses de comerç i reparació d'automòbils, 3 d'empreses de transport, 5 d'empreses d'hostatgeria i restauració, 4 d'empreses d'informació i comunicació, 3 d'empreses financeres, 3 d'empreses immobiliàries, 11 d'empreses de serveis, 20 d'entitats de l'administració pública i 6 d'empreses classificades com a «altres activitats de serveis».
Dels 30 establiments de servei als particulars que hi havia el 2009, 1 era una oficina del servei públic d'ocupació, 1 oficina de correu, 2 oficines bancàries, 1 taller d'inspecció tècnica de vehicles, 8 paletes, 1 guixaire pintor, 2 fusteries, 2 lampisteries, 5 electricistes, 3 perruqueries, 1 veterinari i 3 restaurants.
Dels 17 establiments comercials que hi havia el 2009, 1 era un hipermercat, 1 una botiga de més de 120 m², 5 fleques, 4 carnisseries, 2 llibreries, 1 una sabateria, 1 una botiga de mobles, 1 una botiga de material de revestiment de parets i terra i 1 una joieria.
L'any 2000 a Blénod-lès-Pont-à-Mousson hi havia 3 explotacions agrícoles.

## Equipaments sanitaris i escolars
El 2009 hi havia 1 centre de salut i 2 farmàcies.
El 2009 hi havia 2 escoles maternals i 1 escola elemental. Blénod-lès-Pont-à-Mousson disposava d'un col·legi d'educació secundària amb 589 alumnes.

## Poblacions més properes
El següent diagrama mostra les poblacions més properes.